# 1803
1803 (MDCCCIII) a fost un an obișnuit al calendarului gregorian, care a început într-o zi de sâmbătă.

## Evenimente
- Richard Trevithick construiește prima locomotivă cu aburi din Marea Britanie.
- SUA cumpară de la Franța teritoriul Louisiana în schimbul sumei de 80 milioane franci-aur.

## Arte, științe, literatură și filozofie
- 5 aprilie: Simfonia a II-a în Re major și Concertul nr. 3 în do minor pentru pian și orchestră de Ludwig van Beethoven au fost interpretate pentru prima dată.
- Fizicianul englez John Dalton a elaborat o teorie atomică proprie care explică Legea proporțiilor multiple.

## Nașteri
- 14 aprilie: Friedrich von Amerling, pictor portretist austriac (d. 1887)
- 12 mai: Justus von Liebig, chimist și inventator german (d.1873)
- 24 iulie: Adolphe Adam, compozitor francez (d. 1856)
- 31 iulie: John Ericsson, inventator suedez (d.1889)
- 28 septembrie: Prosper Mérimée, scriitor francez (d. 1870)
- 14 noiembrie: Jacob Abbott, scriitor american (d. 1879)
- 29 noiembrie: Christian Doppler, matematician austriac (d. 1853)
- 11 decembrie: Hector Berlioz, compozitor francez (d. 1869)

## Decese
- 14 martie: Friedrich Gottlieb Klopstock, 78 ani, poet german (n. 1724)
- 2 aprilie: Hieronymus van Alphen, 56 ani, scriitor olandez (n. 1746)
- 27 mai: Louis al Etruriei (n. Louis Francis Philibert), 29 ani, primul rege al Etruriei (n. 1773)
- 8 octombrie: Vittorio Alfieri, 54 ani, scriitor și filosof italian (n. 1793)
- 14 octombrie: Aimé Argand, 53 ani, fizician și chimist elvețian (n. 1750)
- 18 decembrie: Johann Gottfried Herder, 59 ani, filosof german (n. 1744)